# Кристинополь (гміна)
Ґміна Кристинополь — колишня (1934—1939 рр.) сільська ґміна Сокальського повіту Львівського воєводства Польської республіки. Центром ґміни було місто Кристинополь.
Ґміну Кристинополь було утворено 1 серпня 1934 р. у межах адміністративної реформи в II Речі Посполитій із дотогочасних сільських ґмін: Бендюга, Боратин, Добрячин, Глухів, Клюсів, Кристинополь, Маджарки, Новий Двір, Острів, Поториця, Завишня, Жабче Муроване.
27 вересня 1939 р. відповідно до Пакту Молотова — Ріббентропа територія ґміни була зайнята радянськими військами, але Договором про дружбу та кордон між СРСР та Німеччиною Сталін обміняв Закерзоння на Литву і до 12 жовтня радянські війська відійшли за Буг і Солокію та передали лівобережну територію німцям (включена до Дистрикту Люблін Генеральної губернії, в 1944 р. віддана Польщі, а в 1951 р. передана СРСР). Правобережна частина (Бендюга, Глухів, Поториця) включена до Львівської області, а в 1941—1944 рр. входила до Дистрикту Галичина.